# Musée des traditions locales de Parfenievo
Le musée des traditions locales de Parfenievo (en russe : Парфеньевский краеведческий музей), ou musée littéraire et artistique de Parfenievo (en russe : Парфеньевский литературно-художественный музей) est un musée local retraçant l'histoire et la culture du village de Parfenievo, dans le raïon du même nom, dans l'oblast de Kostroma, en Russie européenne.

## Histoire du musée
Le village de Parfenievo est, malgré sa petite taille, riche en histoire, avec une première mention en 1522, et qui avait le statut de ville jusqu'à la fin du XVIIIe siècle.
Le 29 avril 1968, le musée est ouvert à l'origine dans un des locaux du comité exécutif local, fonctionnant comme une galerie d'art rurale. Pavel Nikolaïevitch Oukhov, artiste local, crée le musée, en constituant une collection de peintures. Le 3 novembre 1986, le musée littéraire de Parfenievo ouvre dans les locaux de l'ancienne maison d'un médecin du village (A. T. Vinogradov). En 1999, les deux musées fusionnent en un seul, le musée des traditions locales de Parfenievo,. 

## Expositions

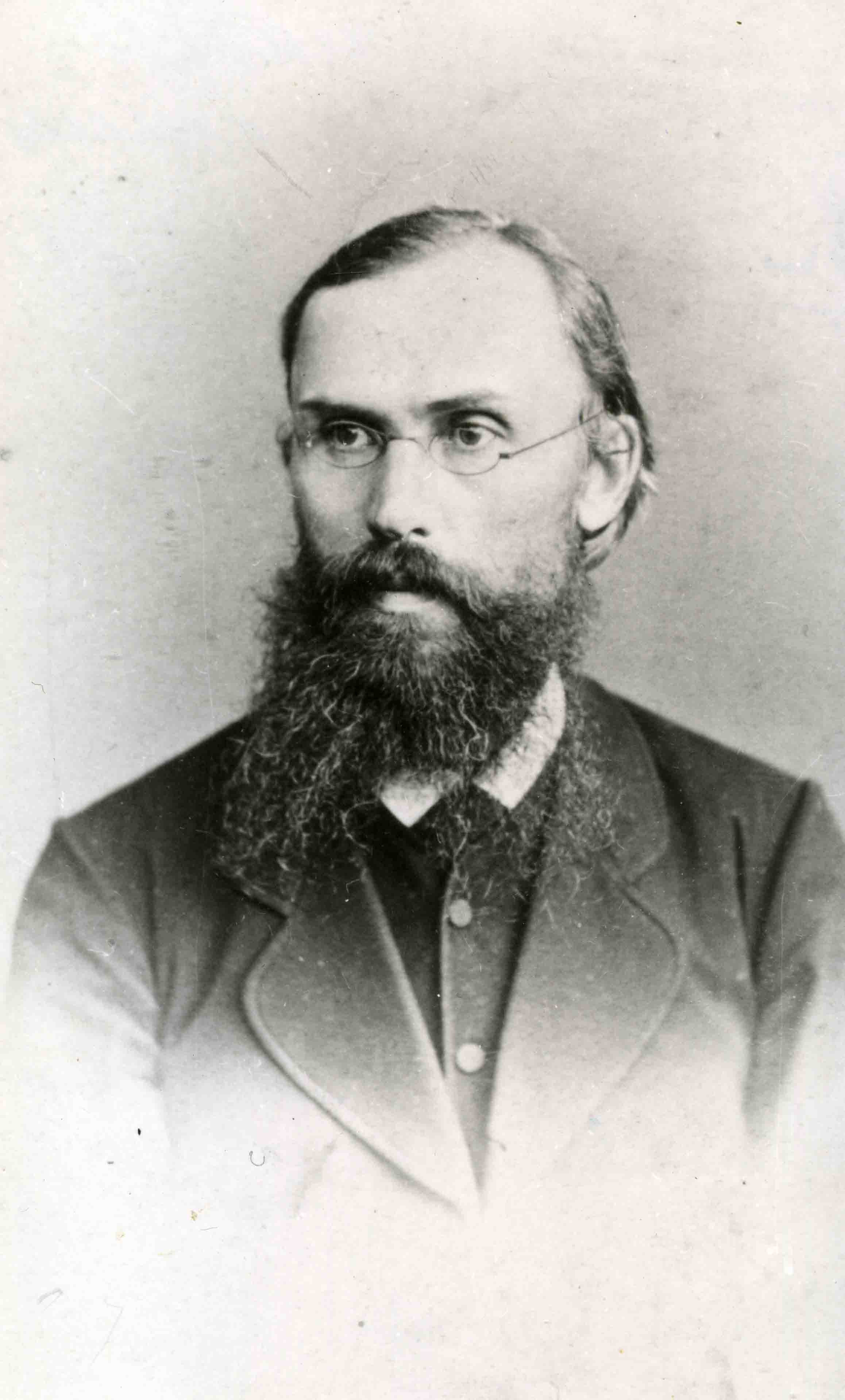
Sergueï Maksimov.

Le musée se situe dans un bâtiment de deux étages en bois. La superficie totale est de 457 m2, dont 385 m2 et 35 m2 de stocks. Le musée relate l'histoire du village, en présentant divers objets de la vie quotidienne d'avant (ustensiles, meubles anciens, une collection unique de samovars, sculptures, peintures d'artistes locaux, etc).
Il y a, tout type d'objets confondus, 2672 objets qui sont exposés dans le musée. Parmi ces objets, on compte 849 peintures, 712 objets numismatiques, 112 photographies, 281 objets graphiques d'autres types, 92 sculptures, 63 documents, et 250 autres objets. Le musée a parmi ses collections et expositions certaines dédiées à Sergueï Maksimov, ethnographe et écrivain de fiction russe, qui est né dans le village.
Le musée accueille quelques évènements culturels certains jours. Ces jours sont le 29 avril, en l'honneur de sa fondation, le 18 mai pour la journée internationale des musées, le 1er juin pour la journée internationale de l'enfance et le 1er septembre pour la journée du savoir.